# Adolphe Bertin-Duchateau
Pour les articles ayant des titres homophones, voir Bertin et Duchateau.
Léandre Adolphe Joseph Bertin-Duchateau né le 1er octobre 1804 à Cérences (Manche) et mort le 4 août 1884 à Vernon (Eure) est un officier et administrateur colonial français.

## Biographie
Officier de carrière issu de la promotion de 1821 à 1823 de l'École spéciale militaire de Saint-Cyr, Adolphe Bertin-Duchateau en sort dans l'arme de l'infanterie. Il est promu successivement sous-lieutenant en 1823, lieutenant en 1830, capitaine en 1838, chef de bataillon en 1846, lieutenant-colonel en 1848 et enfin colonel le 19 février 1853.
Après avoir participé à la campagne de Belgique en 1831-1832, il passe au 3e régiment d'infanterie de marine lors de la création de cette unité en 1838 et y sert en qualité d'adjudant-major. Il est en poste à l'île Bourbon de 1840 à 1843, puis prend part en 1844 à la guerre du Maroc où il participe à la prise de Mogador. Après un retour en métropole à Toulon, sa promotion au grade de chef de bataillon en janvier 1846 lui vaut d'être désigné comme commandant des troupes au Sénégal. Il s'y signale par son dévouement lors des opérations de secours nécessitées par le naufrage de la frégate à roue à aubes La Caraïbe le 11 janvier 1847 sur la côte au nord de Saint-Louis-du-Sénégal.
Son séjour dans cette colonie se prolonge jusqu'en 1849 et est marqué à deux reprises par l'exercice des fonctions de gouverneur par intérim. Les morts successives de maladie à quelques jours d'intervalle du gouverneur titulaire Ernest Bourdon de Gramont puis de son suppléant Jean-François Caille lui confèrent une première fois cette responsabilité du 7 septembre 1847 jusqu'à la fin du mois de novembre suivant. Il remet alors ses pouvoirs au nouveau gouverneur, le capitaine de vaisseau Auguste Baudin. Lorsque ce dernier est nommé commandant de la station navale des côtes occidentales d'Afrique, Bertin-Duchateau assume les fonctions de commissaire de la République par intérim au Sénégal à compter du 1er mai 1848. À ce poste, il lui revient de mettre en œuvre les réformes décidées par la Deuxième République, notamment la proclamation de l'abolition de l'esclavage et l'émancipation des esclaves qui s'ensuit dans la colonie. Il organise aussi les élections à l'Assemblée constituante. Il mène en outre une expédition militaire de « pacification » aux alentours de Saint-Louis. Il s'efface au retour du commandant Baudin, réinstallé en qualité de gouverneur du Sénégal le 23 novembre 1848,. 
Promu lieutenant-colonel, Bertin-Duchateau traverse l'Atlantique pour exercer les fonctions de commandant supérieur du  corps expéditionnaire français du Río de la Plata de 1849 à 1852. À ce poste, il facilite la défense du gouvernement colorado uruguayen assiégé dans Montevideo par les Argentins lors de la guerre de la Plata. Les services ainsi rendus lui valent d'être nommé commandeur de l'ordre de la Rose par le Brésil (allié de l'Uruguay) en 1853.
De retour en métropole, il est promu colonel et prend le commandement du 3e régiment d'infanterie de marine en 1853. Chef de corps des bataillons de l'infanterie de marine qui partent pour la guerre de Crimée en 1854, il se distingue et est gravement blessé à la bataille de l'Alma le 20 septembre 1854. Après son rapatriement en métropole en 1855, il est admis à la retraite du fait de ses blessures.
Le colonel Bertin-Duchateau a été nommé chevalier de la Légion d'honneur en 1844, promu officier en 1847 et enfin élevé au grade de commandeur du même ordre en 1855. Sa participation à la guerre de Crimée lui vaut d'être nommé commandeur de l'ordre du Médjidié par la Turquie et d'être décoré de la médaille de Crimée britannique en 1856. 
Après son retour à la vie civile, Bertin-Duchateau est l'un des membres fondateurs de la Société centrale de sauvetage des naufragés en 1865. Durant la guerre franco-allemande de 1870, il sert comme officier supérieur dans la garde nationale de Vernon, la ville normande où il s'était fixé une fois retraité. « Lors de l’entrée de l’ennemi dans la ville le 5 octobre, il arrache ses galons et décorations et refuse de rendre les armes de la garde nationale ».
Son frère, Gustave Alphonse Bertin-Duchateau (Caen 1799-Vernon 1885), était sous-chef de bureau au ministère de la Marine et chevalier de la Légion d'honneur.

## Distinctions
- Commandeur de la Légion d'honneur en 1855, Officier en 1847, Chevalier en 1844.
- Commandeur de la Rose du Brésil en 1855.
- Commandeur de l'Ordre du Médjidié en 1856.
- Médaille de Crimée en 1856.